# روبيرتو كولاوتي
روبيرتو كولاوتي (مواليد 24 مايو 1982 في قرطبة - الأرجنتين) لاعب كرة قدم إسرائيلي يلعب حاليا لصالح نادي الدرجة الأولى بوروسيا مونشنغلادباخ الألماني منذ 2007 في مركز المهاجم .

## مسيرته الكروية
لعب روبيرتو كولاوتي خلال مسيرته الاحترافية مع 8 أندية في ستة عشر موسمًا وسجل خلالها 101 هدف ضمن 335 مباراة. ولم يفز بأي موسم بالكأس وفاز في خمسة مواسم بالدوري.
خاض روبيرتو كولاوتي مسيرته مع نادي بوكا جونيورز في موسم 2000–01 في المرة الأولى ولمدة موسمين ثم في موسم 2003–04 لمدة موسم واحد، مشاركًا طوالها في 17 مباراة سجل خلالها هدفًا واحدًا. ثم انتقل إلى نادي لوغانو في موسم 2001–02 لمدة موسم واحد، حيث شارك في 9 مباريات ولم يسجل أي هدف. لينتقل بعدها إلى نادي بانفيلد في موسم 2002–03 لمدة موسم واحد، مشاركًا في 32 مباراة سجل خلالها 10 أهداف. ثم انتقل إلى نادي مكابي حيفا في موسم 2004–05 واستمر معه طيلة ثلاثة مواسم، مشاركًا في 90 مباراة سجل خلالها 39 هدفًا. هذا وانتقل لاحقًا إلى نادي بوروسيا مونشنغلادباخ في موسم 2007–08 واستمر معه طيلة ثلاثة مواسم، مشاركًا في 57 مباراة سجل خلالها 9 أهداف. ثم انتقل بعدها إلى نادي مكابي تل أبيب في موسم 2010–11 واستمر معه طيلة ثلاثة مواسم، مشاركًا في 75 مباراة سجل خلالها 19 هدفًا. ليعود وينتقل من جديد، لكن هذه المرة إلى نادي أنورثوسيس فاماغوستا في موسم 2013–14 لمدة موسم واحد، مشاركًا في 32 مباراة سجل خلالها 15 هدفًا. لينتقل بعدها إلى نادي أيك لارنكا في موسم 2014–15 لمدة موسم واحد، مشاركًا في 23 مباراة سجل خلالها 8 أهداف.

## روابط خارجية
- روبيرتو كولاوتي على موقع الاتحاد الدولي (مؤرشف)  (الإنجليزية)
- روبيرتو كولاوتي على موقع الاتحاد الأوربي (الإنجليزية)
- روبيرتو كولاوتي على موقع قاعدة بيانات كرة القدم.إي يو (الإنجليزية)
- روبيرتو كولاوتي على موقع بيانات كرة القدم. دي إي (الألمانية)
- روبيرتو كولاوتي على موقع ناشيونال فوتبول تيمز (الإنجليزية)
- روبيرتو كولاوتي على موقع Soccerway.com (الإنجليزية)
- روبيرتو كولاوتي على موقع عالم كرة القدم.نت (الإنجليزية)
- روبيرتو كولاوتي على موقع كووورة